# How Many Ways
How Many Ways är en sång med R&B-sångerskan Toni Braxton från hennes debutalbum med samma namn. Huvudpersonen i låten (Braxton) redogör att det är många saker hon älskar med sin man. Sången gavs ut som B-sida till albumets femte och sista singel "I Belong to You". 

## Musikvideo
Musikvideon till "How Many Ways" innehåller Braxton och sin manliga motpart, modellen och skådespelaren Shemar Moore. De leker och skojar med varandra i en lekpark, flera klipp visar även paret på en veranda och åkandes i en bil. En remixversion av R.Kelly spelades även in och släpptes till radiostationer och TV.

## Format och innehållsförteckningar
US dubbel A-sida CD singel med "I Belong to You"
1. "I Belong to You" (Rollerskate Radio Mix) – 4:21
2. "I Belong to You" (Soulpower Mix W/O Rap) – 5:41
3. "I Belong to You" (Album Version) – 3:53
4. "How Many Ways" (R. Kelly Remix Extended - No Talk) – 5:46
5. "How Many Ways" (Album Version) – 4:45
6. "How Many Ways" (The VH1 Mix) – 4:17

US promo CD singel
1. "How Many Ways" (Radio Edit Album Version) – 4:20
2. "How Many Ways" (R. Kelly Radio Edit) – 4:02
3. "How Many Ways" (The VH1 Radio Edit) – 4:17
4. "How Many Ways" (Bad Boy Mix Radio Edit) – 4:17

## Listor
| Lista (1995)                           | Topp position |
| -------------------------------------- | ------------- |
| U.S. Billboard Hot 100                 | 28            |
| U.S. Billboard Hot R&B/Hip-Hop Songs   | 6             |
| U.S. Billboard Hot Dance Singles Sales | 8             |